# Levoglucosano
El Levoglucosano (C6H10O5) es un compuesto orgánico con seis átomos de carbono con estructura de anillo formada durante la pirólisis de hidratos de carbono, como el almidón y la celulosa. Como resultado, el levoglucosano es usado frecuentemente como trazador químico de la quema de biomasa en estudios atmosféricos, en particular aquellos relacionados al material particulado en el aire.
Ha sido demostrado que, junto con otros trazadores como el potasio, oxalato y acetonitrilo, la presencia de levoglucosano está altamente correlacionada con la presencia de fuegos regionales. Esto se debe a que el gas emitido durante la pirólisis de madera (biomasa) contiene cantidades significativas de levoglucosano.
Este componente químico ha sido descrito como "un trazador inequívoco de la quema de biomasa" en el contexto de fuegos salvajes. Sin embargo, este azúcar anhídrida ha sido encontrad solamente en cantidades detectables en muestras de quemas a baja temperatura (150-350 °C). Esto significa que su valor como indicador del humo en combustión controlada de biomasa, como por ejemplo cualquier estufa doméstica moderna de leña las cuales operan a temperaturas por encima de 500 °C, es "muy dudosa".
La hidrólisis de levoglucosano genera glucosa, por lo que puede ser utilizado en la síntesis de polímeros quirales como el glucano.
También es el símbolo del colectivo universitario "FISICA DELL'AMBIENTE UNIMI" en la universidad pública de Milán.